# El poder de los niños
El Poder de los Niños es el álbum debut del grupo infantil chileno Ciao, posteriormente conocido como Kudai, lanzado el 14 de abril de 2002 bajo el sello de EMI Odeón Chilena. El material discográfico contiene doce covers de reconocidos éxitos de pop italiano de los años 80.
Para la promoción del álbum se publicaron dos sencillos en las emisoras radiales chilenas: «Será Porque Te Amo» y «Mamma María», ambos con videoclips. Durante dos años, Ciao hizo apariciones en programas de televisión, hasta que el grupo hizo una transición a un concepto más adolescente.

## Fondo
La idea de la banda nació gracias a Pablo Vega, productor y manager mexicano radicado en Chile, quien en un intento de atraer a una audiencia infantil formó un grupo llamado Ciao a fines de 1999. Inicialmente, el grupo estaba integrado por Nicole Natalino y Tomás Manzi,quienes ya tenían una noción de la música desde niños. Posteriormente se unió Bárbara Sepúlveda, tras adicionar y reemplazar a otra niña que no pudo continuar dentro del proyecto musical. Finalmente, el grupo quedó conformado por el cuarto integrante, Pablo Holman, quien se unió al grupo por una recomendación, ya que su padre es un reconocido músico de Chile y amigo de un conocido de Vega. 
El concepto de Ciao consistía en un grupo de niños representados cada uno por un color —Pablo, azul; Bárbara, fucsia; Nicole, morado y Tomás, verde— que interpretaban éxitos del pop italiano.

## Lista de canciones
Todas las canciones fueron producidas por Andrés Sylleros.

| N.º   | Título                                                                                                   | Escritor(es) | Duración |  |
| 1.    | «Bienvenidos»                                                                                            | Lenny Zing · Andrés Sylleros | 2:25     |  |
| 2.    | «Contigo en La Playa»                                                                                    | Nico Fidenco · Giulio Rapetti Mogol                                                                                               | 3:30     |  |
| 3.    | «Banda Dominguera»                                                                                       | Jorge Portunato | 3:16     |  |
| 4.    | «Me Enamoro De Ti»                                                                                       | Cristiano Minellono · Dario Farina                                                                                                | 3:51     |  |
| 5.    | «Será Porque Te Amo»                                                                                     | Dario Farina · Daniele Pace · Enzo Ghinazzi                                                                                       | 3:40     |  |
| 6.    | «Medley Nueva Ola» (Un Verano Naranja / Linda Chiquilina / Te Quiero Ver Bailar / De Boliche En Boliche) | Donald Monsegur · Francis Smith                                                                                                   | 4:22     |  |
| 7.    | «Espléndida Velada»                                                                                      | Cristiano Minellono · Dario Farina                                                                                                | 3:15     |  |
| 8.    | «Medley Veo Veo» (Veo Veo / Linda Belinda / Marinero)                                                    | Lalo Fransen · Néstor Bernis · José Martínez · Luis Améndola · Chris Andrews · C. Ramon · Amart · Giulio Rapetti Mogol · G. Bella | 4:03     |  |
| 9.    | «Sueña»                                                                                                  | Ernesto Kong · Andrés Sylleros | 4:18     |  |
| 10.   | «Besémonos»                                                                                              | Cristiano Minellono · Francesco Napolitano                                                                                        | 3:50     |  |
| 11.   | «Mamma María»                                                                                            | Cristiano Minellono · Dario Farina                                                                                                | 3:45     |  |
| 12.   | «Vívelo»                                                                                                 | Ernesto Kong · Andrés Sylleros | 3:53     |  |
| 44:08 | | |          |  |